# 小行星2729
小行星2729（2729 Urumqi），又称为乌鲁木齐星，是由紫金山天文台在1979年10月18日发现的主带小行星。
該小行星以新疆维吾尔自治区的首府乌鲁木齐市命名。